# Flying Cloud (1851)
Pour les articles homonymes, voir Flying Cloud (homonymie).

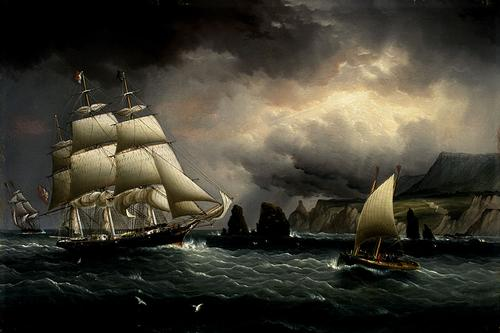
Le clipper Flying Cloud au large des Needles, Île de Wight, 1859-1860, par James Buttersworth.

Le Flying Cloud (Nuage Volant) est un navire de charge, grand-voilier et clipper en bois gréé en trois-mâts barque.
Il a été en service de 1851 à 1874 sous deux pavillons (États-Unis, Royaume-Uni). Navire de la ruée vers l'or puis de la colonisation de l'Australie, il transporta des candidats à la fortune en Californie via le Cap Horn et des migrants en quête de vie meilleure sur l'île continent, ainsi que diverses cargaisons.
Clipper des plus fameux de l'histoire de la navigation, il est surtout connu pour son record New York - San Francisco à la voile d'ancrage à ancrage en 89 jours et 21 heures établi en 1851, puis en 1854, en 13 heures de moins. Ce record, auparavant détenu par le Surprise, se maintiendra de 1854 à 1989.

## Construction

### Genèse
Construit sur le chantier McKay d'East Boston, à la demande du marchand bostonien Enoch Train de Train & Co pour 50 000 $, il est acheté encore sur cale pour 90 000 $ par Henry Walton Grinnell de Grinnell, Minturn & Co. Il est l'un des premiers navires et clipper conçu par l'ingénieur naval Donald McKay (en) (1810-1880). Sa conception est fortement inspirée des idées de John Willis Griffiths (1809-1882) aussi ingénieur naval et ami de McKay. À l'instar du Stage Hound, précédent clipper de McKay, lui aussi sera mieux profilé et taillé pour la vitesse que ses devanciers.

### Dimensions et autres détails
Un article du Boston Daily Atlas du 25 avril 1851 donne les éléments suivants : il a une longueur totale de 71,6 m (235 pieds US) des apôtres (allonges de chaque côté de l'étrave), au couronnement (partie arrondie surplombant la poupe) il est large de 12,7 m (41,8 pieds Us). Il a un tirant d'eau de 6,55 m (21,6 pieds US) dont 2,5 m sous barrot. Il a un bouge de 15 cm et une tonture de 1 m. On peut ajouter à ces mesures un tonnage de 1782 tonneaux, un grand-mât qui culmine à 60 m et une figure de proue représentant un ange blanc et or. Son lancement le 15 avril 1851 donna lieu à un poème de Henry Longfellow.

## Carrière

### Sous pavillon des États-Unis (1851-1862)

#### 2 juin 1851-31 août 1851
En pleine ruée vers l'or, le 2 juin 1851 à 14 heures, avec une cargaison de denrées périssables, il quitte l'East River et les quais de New York. Le navire est commandé par John Perkins Creesy. Il est aidé, fait rarissime en son temps, par sa femme et navigatrice Eleanor Creesy. Cette dernière emporte avec elle des cartes marines de Matthew Fontaine Maury.
L'équipage est de bric et de broc et certains ne sont pas même marins. Le bateau arrive le 31 août 1851 à San Francisco en 89 jours et 21 heures et ceci, malgré les tempêtes, le Cap Horn, le pot-au-noir, de multiples avaries et un équipage indocile. Pendant ce record, le 31 juillet après-midi, une vitesse de pointe de plus de 18 nœuds fut atteinte. Eleanor Creesy calcula, du midi 30 juillet au midi 31 juillet, une vitesse moyenne de 15 nœuds et une distance parcourue de 374 milles/24 heures.

#### 1853
Après son départ le 28 avril de New York, il arrive à San Francisco en 105 jours seulement 45 minutes après le clipper Hornet parti lui aussi de New York le 26 avril.

#### 21 janvier 1854-20 avril 1854
Le Flying Cloud bat son propre record de 13 heures sur le trajet New York-San Francisco. Ce record tiendra jusqu'en 1989 quand le voilier Thursday's Child fit ce parcours en 80 jours et 20 heures. Ce record sera presque divisé par deux le 28 février 2008, en 43 jours et 38 minutes par le skipper Lionel Lemonchois et son maxi-catamaran Gitana 13.

### Sous pavillon britannique
À partir de 1862, il navigue pour le compte de James Baines & Co. (en) et la Black Ball Line. En avril 1871, James Baines & Co, en difficulté financière cède le clipper qui tombe finalement chez Harry Smith Edwards de South Shields.
Pendant cette période, basé à Liverpool, il transporte des migrants vers l'Australie. Il dessert Sydney, Brisbane, Melbourne… Il s'en retourne de ses ports chargé de laine. Ses dernières années se passent entre Newcastle upon Tyne et Saint-Jean (Nouveau-Brunswick) à transporter des métaux à l'aller et du bois au retour.

## Sa perte
Le 19 juin 1874, chargé de fonte de fer, il s'échoue et se brise en deux non loin de Saint-Jean (Nouveau-Brunswick). Il fut vendu en 1874, on récupéra son cuivre et son chargement de fonte et on brûla l'épave.

## LeFlying Cloudet la peinture de marine
Quelques représentations picturales parmi de très nombreuses :
- James Buttersworth (1817-1894), huile sur toile, The Clipper Ship Flying Cloud, off the Needles, Isle of Wight 1859-1860.
- William A. Coulter (1849-1936), huile sur toile, The McKay clipper ship Flying Cloud at sea under full sail.
- Antonio Jacobsen (1850-1921), huile sur toile, The American clipper ship Flying Cloud at sea under full sail, 1913.
- Nathaniel Currier (1813-1888), lithographie, Clipper ship Flying Cloud.

## Caractéristiques
- Type : clipper.
- fonction : navire de charge.
- Gréement : trois-mâts barque.

Équipage
- Équipage: 40 à 65.

Caractéristiques techniques
- Longueur hors tout: 71,6 m.
- Maître-bau: 12,7 m.
- Tirant d'eau: 6,55 m.
- Tonnage: 1782 tx.
- Vitesse: de 15 nd à + de 18 nd.

Autres caractéristiques
- Hauteur de mâture: 60 m.
- Tonture: 1 m.
- Bouge: 15 cm.
- Figure de proue: un ange blanc et or.

## Sources

### Sources de la traduction
- (en) Cet article est partiellement ou en totalité issu de l’article de Wikipédia en anglais intitulé « Flying Cloud (clipper) » (voir la liste des auteurs).

- (nl) Cet article est partiellement ou en totalité issu de l’article de Wikipédia en néerlandais intitulé « Flying Cloud (schip, 1851) » (voir la liste des auteurs).